# Krokus (Frühstücksservice)

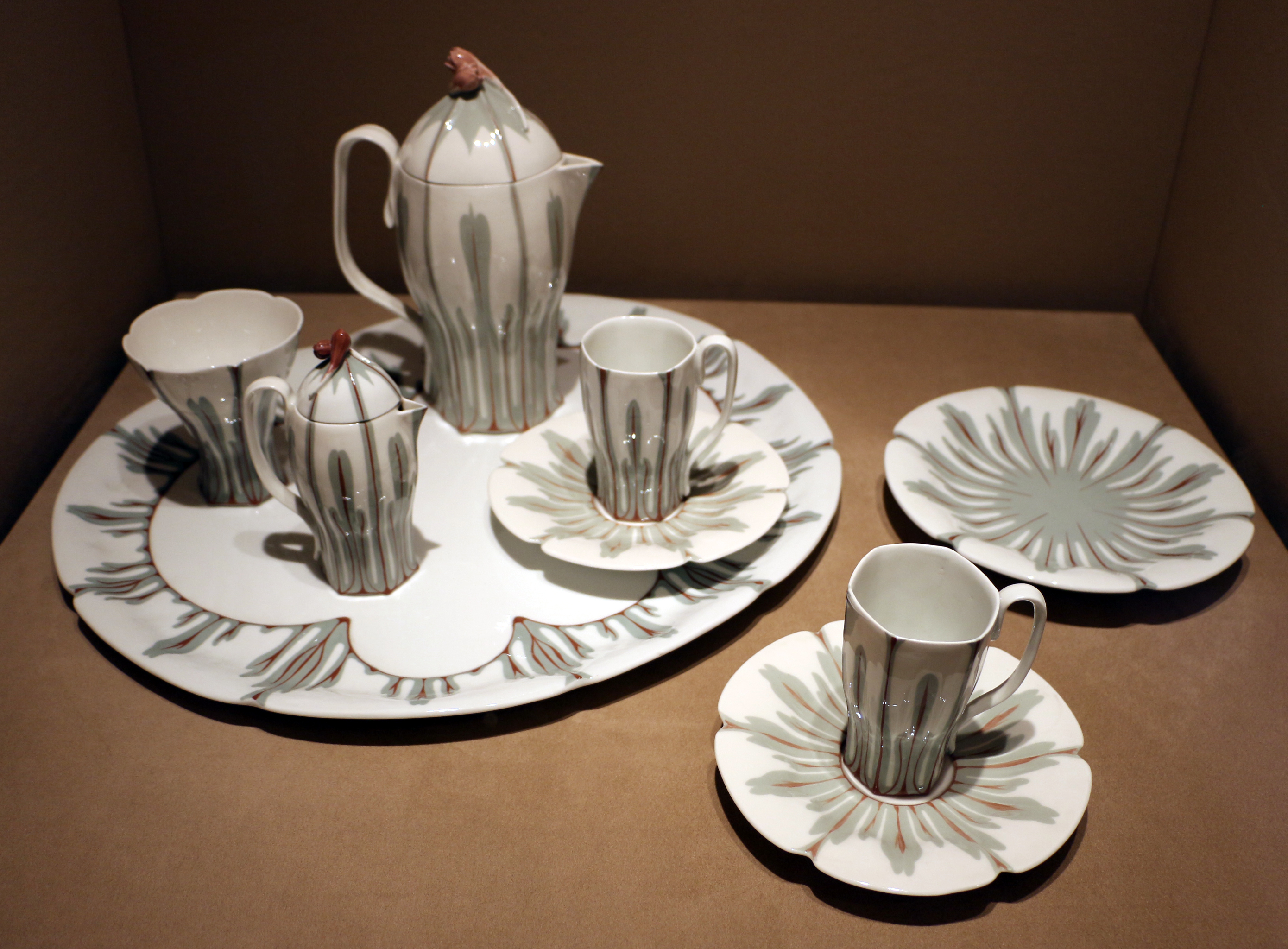
Krokus-Déjeuner, Meissen, 1896

Das Krokus-Déjeuner ist ein an der Porzellanmanufaktur Meissen 1896 entstandenes Frühstücksservice.
1896 wurde innerhalb der Porzellanmanufaktur Meissen zur künstlerischen Modernisierung des Gebrauchsgeschirres der erste Wettbewerb zur Schaffung eines zeitgemäßen und billigen Déjeuners in Form und Dekor ausgeschrieben, aus dem das Krokus-Déjeuner, entworfen von Konrad Hentschel, hervorging.
Dieses Frühstücksservice fand enorme Beachtung und Anerkennung, es wurde allein auf seiner Präsentation auf der Pariser Weltausstellung 1900 mehr als fünfundzwanzig Mal verkauft.
"Er [Konrad Hentschel] ließ sich beim plastischen Aufbau der Gefäße wie auch in der großzügigen Scharffeuertönung von der Krokusblüte inspirieren und schuf somit ein konsequent im Geiste des Jugendstils gestaltetes Ensemble."